# Großsteingräber bei Radenbeck
Die Großsteingräber bei Radenbeck waren drei Grabanlagen der jungsteinzeitlichen Trichterbecherkultur im zur Gemeinde Thomasburg gehörenden Ortsteil Radenbeck im Landkreis Lüneburg (Niedersachsen), von denen heute nur noch eines existiert. Es trägt die Sprockhoff-Nummer 698.

## Lage
Grab 1 liegt 500 m nordwestlich von Radenbeck in einem kleinen Waldstück. Direkt nordwestlich schließen sich mehrere Grabhügel an. Die zerstörten Gräber 2 und 3 lagen nicht weit von Grab 1. 1,4 km westlich liegen die Hünenbetten bei Horndorf.

## Beschreibung

### Das erhaltene Grab 1

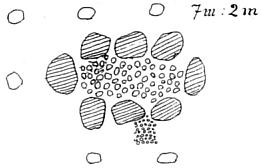
Grundriss von Grab 1 nach Lienau

Die stark gestörte Anlage besitzt ein auf einem Geländevorsprung liegendes nordost-südwestlich orientiertes Hünenbett mit einer Länge von 30 m und einer Breite von 8 m. Die Hügelschüttung erreicht noch eine Höhe von 1 m. Es scheint nach Norden hin etwas schmaler zu werden und war in seiner ursprünglichen Gestalt daher wohl trapezförmig. Die wenigen noch vorhandenen Umfassungssteine konzentrieren sich hauptsächlich im Süden. Die meisten von ihnen sind umgekippt, teilweise auch gesprengt. Lediglich ein Stein der südöstlichen Langseite scheint noch in situ zu stehen. In der südwestlichen Hälfte des Hünenbetts befindet sich eine große Eingrabung, in der die Reste der Grabkammer liegen. Von dieser sind noch drei Steine übrig, von denen lediglich einer in situ zu stehen scheint. Eine Rekonstruktion des ursprünglichen Aussehens ist aufgrund dieses schlechten Erhaltungszustandes nicht möglich. Michael Martin Lienau führte 1912 eine Ausgrabung in der Kammer durch, wobei er neben den Wandsteinen noch ein Pflaster ausmachen konnte.

### Das zerstörte Grab 2
Das zweite Grab besaß eine nord-südlich orientierte, ovale Hügelschüttung mit einer Länge von 22 m und einer Breite von 9 m. Die steinerne Umfassung bestand aus 15 Steinen. Die Anlage wurde 1846 zerstört.

### Das zerstörte Grab 3
Das Grab besaß eine ost-westlich orientierte, rechteckige Hügelschüttung mit einer Länge von 40 m und einer Breite von 6 m. Mittig darin lag die Grabkammer, welche eine Länge von 4,8 m und eine Breite von 1,9 m aufwies. Der Kammerboden besaß ein Pflaster aus gestampftem Lehm. 1876 wurde die Anlage zerstört.